# Ollivier Chereau (ou Cherreau)
Pour les articles homonymes, voir Chéreau.
Ollivier Chereau (ou Cherreau) est un écrivain français régional du XVIIe siècle, par ailleurs maître de boutique (laine) dans la ville de Tours ; il est connu principalement pour avoir écrit un livret facétieux intitulé Le Jargon ou Langage de l’Argot reformé, publié à Troyes chez Nicolas Oudot vers 1629 (une réédition lyonnaise de 1630 est sans doute la plus ancienne conservée et son texte est sans doute le plus proche qui soit de l'édition troyenne chez Nicolas Oudot, malheureusement perdue).
Ce livret populaire est un pot-pourri facétieux de pièces diverses sur les mendiants, réunis par l’auteur dans un « Estat » (métier, corporation) appelé Argot (nom lié par Chereau au verbe argoter, « mendier ») : préface, poèmes et chansons, dictionnaire, descriptions parodiques (statuts de la corporation, présentation de ses membres, long dialogue, prière, faux compte rendu de procès, documentaire sur la Cour des miracles...) et fausse approbation datée du Mardi-Gras. Il présente la vie des gueux, leurs mœurs et leur langage, en s’inspirant de la Vie généreuse de Pechon de Ruby (1596) et d’autres textes plaisants de l’époque.
Son dictionnaire (236 entrées pour environ 260 termes, parfois très fantaisistes) est à l’origine de la floraison des dictionnaires d’argot et ses descriptions carnavalesques des catégories des gueux et de la cour des miracles ont été reprises approximativement et amalgamées par Henri Sauval (entre 1653 et 1676; publié en 1724), dont s'est inspiré Victor Hugo pour Notre-Dame de Paris.
Un quart de siècle après la publication du Jargon ou Langage de l'Argot réformé, l'auteur a fait paraître coup sur coup deux livres catholiques :
Histoire des illustrissimes Archevesques de Tours […], livret d’histoire religieuse légendaire et versifiée dans un in-4 de 104 pages (dont 6 ff. lim.), « par Ollivier Cherreau, Tourangeau », publié à Tours chez Jacques Poinsot en 1654 ;
L’Ordre et les Prieres de la tres noble & ancienne Confrairie du S. Sacrement […], livret de textes et documents religieux mêlés dans un in-12 de 220 pages, « par Ollivier Cherreau, Tourangeau », publié à Tours chez Jacques Poinsot en 1656.